# 金华经济技术开发区
金华经济技术开发区是位于浙江省金华市的国家级经济技术开发区。

## 简介
开发区成立于1992年6月。2010年11月升格为国家级开发区。2013年10月与金西经济开发区成建制整合。位于金华江南岸，与金华老城一江之隔。总面积80平方公里（包括金华经济技术开发区、金华省级高新技术产业园区、原金西经济开发区）。开发区下辖苏孟乡、汤溪镇、罗埠镇、洋埠镇、江南街道、三江街道、西关街道、秋滨街道，人口45万。
开发区分为A中心生活区、B科技园区、C工业园区、D农业科技园和湖海塘旅游区四个功能区。2020年，完成规上工业总产值522.95亿元。

## 重点工程
- 金华市人民政府大楼
- 金华商城
- 宾虹路商业街
- 金华市工业园区
- 金华省级高新技术产业园区
- 金华职业技术学院
- 金华文荣医院
- 湖海塘
- 河盘桥水利枢纽
- 婺江新村

## 著名公司
区内已形成汽摩配件、电子信息、生物医药、传统产业四大主导产业，德国奔驰汽车、英国莲花等跨国企业均有投资。
- 浙江金发集团
- 尼奥普兰，引进一流的德国NEOPLAN客车制造技术，专业生产青年.尼奥普兰系列豪华客车。
- 东晶电子，电子元器件生产厂家
- 康恩贝，制药公司
- 绿源电动车
- 金狮啤酒